# Davies
Davies ist ein englischer Familienname.

## Herkunft und Bedeutung
Davies ist als Variante von Davis ein patronymisch gebildeter englischer Familienname mit der Bedeutung „Sohn des David“ und besonders in Wales verbreitet.

## Namensträger

### A
- Adam Davies (Schriftsteller) (* 1971), US-amerikanischer Schriftsteller
- Adam Davies (Snookerspieler) (* 1982), englischer Snookerspieler
- Adam Davies (Fußballspieler, 1987) (* 1987), walisischer Fußballspieler
- Adam Davies (Fußballspieler, 1991) (* 1991), walisischer Fußballspieler
- Adam Davies (Fußballspieler, 1992) (* 1992), walisischer Fußballspieler
- Adam Davies (Fußballspieler, 1996) (* 1996), englischer Fußballspieler
- Adrian Davies (* 1966), walisischer Squashspieler
- Alan Davies (Offizier) (1924–1998), britischer Air Marshal
- Alan Davies (Rugbyspieler) (1933–2009), britischer Rugbyspieler
- Alan Davies (Fußballspieler) (1961–1992), walisischer Fußballspieler
- Alan Davies (Rugbytrainer), walisischer Rugbyspieler und -trainer
- Alan Davies (Schauspieler) (* 1966), britischer Schauspieler und Comedian
- Aled Davies (* 1992), walisischer Rugby-Union-Spieler
- Alex Davies (* 1987), englischer Snookerspieler
- Alexa Davies (* 1995), walisische Schauspielerin
- Alexandra Davies (* 1977), australische Schauspielerin
- Alf Davies (1882–1922), britischer Schwimmer und Wasserballspieler
- Alfred Davies († 1891), walisischer Fußballspieler
- Alice Davies (1870–unbekannt), englisch-britische Krankenschwester und Suffragette
- Alphonso Davies (* 2000), kanadisch-liberianischer Fußballspieler
- Alun Davies (Gitarrist) (* 1942), walisischer Gitarrist
- Alun Davies (Biologe) (* 1955), walisischer Biologe
- Alun Davies (Segler) (* 1963), Segler von den Cayman Islands
- Alun Davies (Politiker) (* 1964), walisischer Politiker
- Alun Talfan Davies (1913–2000), walisischer Richter, Herausgeber und Politiker
- Andrew Davies (Drehbuchautor) (* 1936), britischer Drehbuchautor
- Andrew Davies (Politiker) (* 1952), britischer Politiker, Minister in Wales
- Andrew Davies (Leichtathlet) (* 1979), britischer Leichtathlet
- Andrew Davies (Fußballspieler) (* 1984), englischer Fußballspieler
- Angharad Davies (* ≈1972), britische Geigerin
- Ann Davies (Okkultistin) (1912–1975), US-amerikanische Okkultistin
- Ann Davies (Schauspielerin) (* 1934), britische Schauspielerin
- Ann Davies, Geburtsname von Ann Romney (* 1949), Ehefrau des US-amerikanischen Politikers Mitt Romney
- Anna Morpurgo Davies (1937–2014), britische Indogermanistin
- Anne Davies (1930–1995), US-amerikanische Eiskunstläuferin
- Annie Davies (1910–1970), britische Fernsehproduzentin
- Annie Llewelyn-Davies, Baroness Llewelyn-Davies of Hastoe (1915–1997), britische Politikerin
- Anthony Davies (* 1969), walisischer Snookerspieler
- Archibald Donald Davies (1920–2011), US-amerikanischer anglikanischer Bischof
- Arron Davies (* 1984), walisischer Fußballspieler
- Arthur B. Davies (1862–1928), US-amerikanischer Maler
- Arwyn Davies, Baron Arwyn (1897–1978), britischer Wirtschaftsmanager und Politiker
- Augusto Zampini-Davies (* 1969), argentinischer römisch-katholischer Priester und Sozialethiker

### B
- Bea Davies (* 1990), italienische Comic-Künstlerin und Illustratorin
- Ben Davies (Sänger) (1858–1943), walisischer Sänger (Tenor)
- Ben Davies (Fußballspieler, 1888) (Benjamin Edward Davies; 1888–1958), englischer Fußballspieler
- Ben Davies (Fußballspieler, 1902) (Benjamin Davies; 1902–1957), englischer Fußballspieler
- Ben Davies (Dartspieler) (* 1980), englischer Dartspieler
- Ben Davies (Fußballspieler, 1981) (Benjamin James Davies; * 1981), englischer Fußballspieler
- Ben Davies (Billardspieler), walisischer Poolbillardspieler
- Ben Davies (Eishockeyspieler) (* 1991), britischer Eishockeyspieler
- Ben Davies (Fußballspieler, 1993) (Benjamin Thomas Davies; * 1993), walisischer Fußballspieler
- Ben Davies (Fußballspieler, 1995) (Benjamin Keith Davies; * 1995), englischer Fußballspieler
- Billy Davies (Fußballspieler, 1881) (1881–1962), walisischer Fußballspieler
- Billy Davies (Fußballspieler, 1964) (* 1964), schottischer Fußballspieler und -trainer
- Bob Davies (Basketballspieler) (1920–1990), US-amerikanischer Basketballspieler
- Bob Davies (Musiker) (* 1937), kanadischer Rockabillymusiker
- Bob Davies (Autor) (* 1951), US-amerikanischer Redner, Autor und Musiker
- Bradley Davies (* 1987), walisischer Rugbyspieler
- Brian Davies (Tierschützer) (1935–2022), britischer Tierschützer
- Brian Davies (Schauspieler) (* 1938), britischer Schauspieler
- Bryan Davies, Baron Davies of Oldham (* 1939), britischer Politiker
- Bryn Davies (* 1944), britischer Politiker

### C
- Caitlin Davies (* 1964), britischer Schriftsteller
- Carl Davies (* 1964), britischer Biathlet
- Carly-Sophia Davies (* 1995 oder 1996), britische Schauspielerin
- Caryn Davies (* 1982), US-amerikanische Ruderin
- Catherine Văn-Davies, australische Schauspielerin
- Cecil Whitfield Davies (1895–1978), Elektrochemiker
- Cecil William Davies (1918–2006), englischer Linguist und Theaterhistoriker
- Cecilia Davies (Sängerin) (ca. 1756–1836), britische Sängerin
- Cecilia Davies (Politikerin) (* vor 1946), gambische Politikerin
- Chama Davies (* 1964), sambischer Politiker
- Charles Davies (Mathematiker) (1798–1876), US-amerikanischer Mathematiker
- Charles Davies (Leichtathlet), britischer Leichtathlet
- Charlie Davies (eigentlich Charles Desmond Davies; * 1986), US-amerikanischer Fußballspieler
- Chaz Davies (* 1987), britischer Motorradrennfahrer
- Chris Davies (Politiker, 1954) (* 1954), englischer Politiker (Liberal Democrats)
- Chris Davies (Politiker, 1967) (* 1967), walisischer Politiker (Conservative Party)
- Chris Davies (Leichtathlet) (* 1976), britischer Langstreckenläufer
- Chris Davies (Fußballtrainer) (* 1985), walisischer Fußballtrainer
- Chris Davies (Fußballspieler) (* 1990), walisischer Fußballspieler
- Christopher Davies (* 1946), britischer Segler
- Clara Novello Davies (1861–1943), walisische Sängerin
- Claude Nigel Byam Davies (1920–2004), britischer Ethnologe und Altamerikanist, siehe Nigel Davies (Historiker)
- Claudia Davies (* 1972), deutsche Journalistin und Fernsehmoderatorin
- Cledan Davies (* 1990), walisischer Fußballspieler
- Clement Davies (1884–1962), britischer Politiker
- Cliff Davies (1919–1967), walisischer Rugby-Union-Spieler
- Clint Davies (* 1983), australischer Fußballspieler
- Colin Cameron Davies (1924–2017), spanischer Ordensgeistlicher, Bischof von Ngong
- Craig Davies (* 1986), walisischer Fußballspieler
- Christian Davies (1667–1739), irische Soldatin
- Curtis Davies (* 1985), englischer Fußballspieler
- Cyril Davies (1932–1964), britischer Musiker
- Cyril Davies (Fußballspieler) (* 1948), walisischer Fußballspieler

### D
- Dai Davies (Fußballspieler, 1880) (David Davies; 1880–1944), walisischer Fußballtorwart
- Dai Davies (Rugbyspieler) (David Maldwyn Davies; 1925–2003), walisischer Rugby-Union-Spieler
- Dai Davies (Fußballspieler, 1948) (William David Davies; 1948–2021), walisischer Fußballtorwart
- Dai Davies (Boxer, I), britischer Boxer
- Dai Davies (Politiker) (David Clifford Davies; * 1959), walisischer Politiker
- Dai Davies (Boxer, 1983) (David Davies; * 1983), britischer Boxer
- Daniel Davies (Politiker, 1825) (1825–1911), kanadischer Politiker
- Daniel Davies (Bischof) (1863–1928), britischer Geistlicher, Bischof von Bangor
- Daniel Davies (Politiker, 1872) (1872–1951), australischer Politiker (South Australia)
- Daniel Davies (Rugbyspieler), walisischer Rugby-League-Spieler
- Dave Davies (David Russell Gordon Davies; * 1947), englischer Musiker
- David Davies (Industrieller) (auch David Davies Llandinam; 1818–1890), walisischer Industrieller und Politiker
- David Davies (Künstler) (1864–1939), australischer Künstler
- David Davies, 1. Baron Davies (1880–1944), britischer Politiker
- David Davies (Fußballspieler) (1888–??), walisischer Fußballspieler
- David Davies (Schauspieler) (1906–??), britischer Schauspieler
- David Davies, 3. Baron Davies (1940–2024), britischer Adliger und Politiker (Liberal Democrats)
- David Davies (Politiker) (* 1970), britischer Politiker (Conservative Party)
- David Davies (Schwimmer) (* 1985), britischer Schwimmer
- David Davies (Dartspieler) (* 1985), walisischer Dartspieler
- David Charles Davies (1866–1928), US-amerikanischer Museumsdirektor und Mäzen
- David R. Davies (1927–2016), britisch-amerikanischer Biophysiker
- Debbie Davies (* 1952), US-amerikanische Bluesgitarristin und Sängerin
- Deborah Kay Davies, walisische, englischsprachige Autorin
- Deddie Davies (1938–2016), britische Schauspielerin
- Dennis Russell Davies (* 1944), US-amerikanischer Dirigent und Pianist
- Denzil Davies (1938–2018), walisischer Politiker der Labour Party
- Don Davies (* 1963), kanadischer Politiker
- Donald Watts Davies (1924–2000), britischer Physiker
- Douglas Davies (* 1947), walisischer Theologe und Anthropologe

### E
- E. Brian Davies (Edward Brian Davies; 1944–2025), britischer Mathematiker
- Edmund Davies, Baron Edmund-Davies (1906–1992), britischer Jurist
- Edward Davies (1779–1853), US-amerikanischer Politiker
- Eileen Davies (* 1948), britische Filmschauspielerin
- Eleanor Davies-Colley (1874–1934), britische Chirurgin
- Elfed Davies, Baron Davies of Penrhys (1913–1992), britischer Gewerkschaftsfunktionär und Politiker
- Elmer David Davies (1899–1957), US-amerikanischer Politiker und Jurist
- Emma Davies (Schauspielerin) (* 1970), britische Schauspielerin
- Emma Davies (Radsportlerin) (* 1978), britische Radrennfahrerin
- Emma Davies (Rugbyspielerin) (* 2003), englische Rugby-League-Spielerin
- Emily Davies (1830–1921), britische Frauenrechtlerin
- Evan Mervyn Davies, Baron Davies of Abersoch (* 1952), britischer Adliger und Politiker

### F
- Fanny Davies (Frances Mary Jemima; 1861–1934), britische Pianistin
- Franziska Davies (* 1984), deutsche Osteuropa-Historikerin
- Freya Davies (* 1995), englische Cricketspielerin

### G
- Gail Davies (* 1948), US-amerikanische Sängerin und Songschreiberin
- Gareth Davies (Fußballspieler, 1949) (* 1949), walisischer Fußballspieler
- Gareth Davies (Regisseur), britischer Regisseur und Schauspieler
- Gareth Davies (Rugbyspieler, 1955) (* 1955), walisischer  Rugbyspieler
- Gareth Davies (Fußballspieler, 1959) (* 1959), walisischer Fußballspieler
- Gareth Davies (Squashspieler) (* 1969), walisischer Squashspieler
- Gareth Davies (Fußballspieler, 1973) (* 1973), walisischer Fußballspieler
- Gareth Davies (Fußballspieler, 1983) (* 1983), walisischer Fußballspieler
- Gareth Davies (Rugbyspieler, 1984) (* 1984), walisischer  Rugbyspieler
- Gareth Davies (Rugbyspieler, 1990) (* 1990), walisischer  Rugbyspieler
- Gareth Alban Davies (1926–2009), britischer Dichter und Hispanist
- Garfield Davies, Baron Davies of Coity (1935–2019), britischer Adliger und Gewerkschafter
- George Davies (Leichtathlet) (* 1940), US-amerikanischer Stabhochspringer
- George Davies (Fußballspieler) (* 1996), sierra-leonischer Fußballspieler
- George M. Ll. Davies (1880–1949), walisischer Pazifist und Mitglied des House of Commons
- Georgia Davies (* 1990), britische Schwimmerin
- Georgia Davies (Musikerin) (* 1999), australisches Bassistin
- Geraint Davies (Politiker, 1948) (* 1948), walisischer Politiker
- Geraint Davies (Politiker, 1960) (* 1960), britischer Politiker
- Geraint Davies (Rugbyspieler) (* 1986), walisischer Rugby-League-Spieler
- Geraint Talfan Davies (* 1943), walisischer Journalist
- Geraint Wyn Davies (* 1957), walisischer Schauspieler
- Gerald Davies (* 1945), walisischer Rugbyspieler
- Gideon Davies (* 1964), britischer Biochemiker
- Gilbert Austin Davies (1868–1948), britischer Klassischer Philologe
- Glenn Davies (* 1950), anglikanischer australischer Erzbischof
- Gordon Davies (Fußballspieler, 1903) (1903–1991), englischer Fußballspieler
- Gordon Davies (Fußballspieler, 1932) (* 1932), englischer Fußballspieler
- Gordon Davies (Fußballspieler, 1955) (* 1955), walisischer Fußballspieler
- Gordon Davies (Schachspieler), englischer Fernschachspieler
- Grant Davies (* 1963), australischer Kanute
- Greg Davies (* 1968), walisischer Komiker und Schauspieler
- Gwendoline Davies (1882–1951), britische Sammlerin und Mäzenin
- Gwilym Prys Prys-Davies, Baron Prys-Davies (1923–2017), britischer Adliger und Politiker (Labour Party)

### H
- H. W. Davies (um 1875–nach 1901), englische Badminton- und Tennisspieler
- Hannah Davies (* 1973), britische Schauspielerin
- Harold Davies, Baron Davies of Leek (1904–1985), britischer Politiker
- Haydn Davies (Haydn Llewellyn Davies; 1921–2008), kanadischer Bildhauer
- Helen Davies (* 1986), englische Badmintonspielerin
- Henry Eugene Davies (1836–1894), US-amerikanischer Generalmajor
- Henry Walford Davies (1869–1941), britischer Komponist
- Howard Davies (Hürdenläufer) (1906–1993), südafrikanischer Hürdenläufer
- Howard Davies (Sprinter) (* 1944), britischer Sprinter
- Howard Davies (Regisseur) (* 1945), britischer Regisseur
- Howard Davies (Ökonom) (* 1951), britischer Ökonom
- Hugh Davies (1943–2005), britischer Komponist, Musiker und Musikwissenschaftler
- Hugh Davies (Botaniker) (1739–1821), walisischer Botaniker und Geistlicher
- Hugh Sykes Davies (1909–1984), englischer Dichter
- Hunter Davies (* 1936), britischer Schriftsteller und Journalist
- Huw Davies (* 1959), englischer Rugby-Union-Spieler
- Huw Irranca-Davies (* 1963), walisischer Politiker
- Hywel Davies (1902–??), walisischer Fußballspieler

### I
- Ian Davies († 2013), australischer Basketballspieler
- Idwal Davies (1899–1980), walisischer Fußballspieler
- India Lillie Davies, britische Schauspielerin, Sängerin und Model
- Ingrid Hotz-Davies (* 1961), deutsche Anglistin
- Iva Davies (Ivor Arthur Davies, * 1955), australischer Musiker und Komponist

### J
- Jack Davies (1913–1994), britischer Drehbuchautor
- Jackson Davies (* 1950), kanadischer Schauspieler
- Jakob Davies (* 2003), kanadischer Schauspieler
- James Davies (Radsportler, 1906) (1906–1999), kanadischer Radsportler
- James Davies (Radsportler, 1934) (1934–2020), kanadischer Radsportler
- James Davies (Politiker) (* 1980), britischer Politiker, MP
- James Davies (Rugbyspieler) (* 1990), walisischer Rugby-Union-Spieler
- James Chowning Davies (1918–2012), US-amerikanischer Soziologe
- Jamie Davies (* 1974), britischer Automobilrennfahrer
- Jeremy Davies (Exorzist) (1935–2022), britischer Arzt und Priester
- Jeremy Davies (Schauspieler) (* 1969), US-amerikanischer Schauspieler
- Jérémy Davies (* 1996), kanadischer Eishockeyspieler
- Jimmy Davies (1929–1966), US-amerikanischer Rennfahrer
- Joanne Davies (* 1972), englische Badmintonspielerin
- Joe Davies (* 2001), britischer Skilangläufer
- John Davies (Autor) (um 1565–1618), englischer Autor
- John Davies (Fußballspieler, 1881) (* 1881; † unbekannt), englischer Fußballspieler
- John Davies (Politiker) (1916–1979), britischer Politiker und Wirtschaftsmanager
- John Davies (Fußballspieler, 1916) (1916–??), walisischer Fußballspieler
- John Davies (Bischof, 1927) (* 1927), britischer anglikanischer Geistlicher, Bischof von Shrewsbury
- John Davies (Eishockeyspieler) (1928–2009), kanadischer Eishockeyspieler
- John Davies (Schwimmer) (1929–2020), australischer Schwimmer
- John Davies (Fußballspieler, 1933) (* 1933), walisischer Fußballspieler
- John Davies (Regisseur) (* 1934), britischer Regisseur, Drehbuchschreiber und Filmproduzent
- John Davies (Leichtathlet, 1938) (1938–2003), neuseeländischer Mittelstreckenläufer
- John Davies (Historiker) (1938–2015), walisischer Historiker
- John Davies (Bischof, 1943) (* 1943), britischer anglikanischer Geistlicher, Bischof von St Asaph
- John Davies (Bildhauer) (* 1946), britischer Bildhauer und Maler
- John Davies (Fotograf) (* 1949), britischer Fotograf
- John Davies (Leichtathlet, 1949) (* 1949), britischer Mittelstreckenläufer
- John Davies (Leichtathlet, 1952) (* 1952), britischer Hindernis-, Mittel- und Langstreckenläufer
- John Davies (Erzbischof) (* 1953), britischer anglikanischer Geistlicher, Erzbischof der Church in Wales
- John Davies (Fußballspieler, 1957) (* 1957), australischer Fußballspieler
- John Davies (Fußballspieler, 1959) (* 1959), englischer Fußballspieler
- John Davies (Fußballspieler, 1966) (* 1966), schottischer Fußballspieler
- John Davies (Rugbyspieler) (* 1969), walisischer Rugby-Union-Spieler
- John Davies (Musiker), englischer Musiker
- John Rhys-Davies (* 1944), walisischer Schauspieler
- John C. Davies (1920–2002), US-amerikanischer Politiker
- John C. Davies (Jurist) (1857–1925), US-amerikanischer Jurist und Politiker
- John Howard Davies (1939–2011), britischer Schauspieler, Regisseur und Filmproduzent
- John K. Davies (John Kenyon Davies, * 1937), englischer Archäologe, Ägyptologe und Althistoriker
- John Paton Davies (1908–1999), US-amerikanischer Diplomat
- John R. T. Davies (1927–2004), britischer Jazzmusiker, Toningenieur und Musikproduzent
- Jonathan Davies (Leichtathlet) (* 1994), britischer Leichtathlet
- Jonathan Davies (Cricketspieler, 1976) (* 1976), englischer Cricketspieler
- Jonathan Davies (Cricketspieler, 1980) (* 1980), walisischer Cricketspieler
- Jonathan Davies (Rugbyspieler, 1962) (* 1962), walisischer Rugby-Union- und Rugby-League-Spieler
- Jonathan Davies (Rugbyspieler, 1988) (* 1988), walisischer Rugby-Union-Spieler
- Jonno Davies (* 1992), britischer Schauspieler und Synchronsprecher
- Joseph E. Davies (1876–1958), US-amerikanischer Jurist und Diplomat
- Josephine Davies (* ≈1980), britische Jazzmusikerin
- Josh Davies (* 1999), lucianischer Fußballspieler
- Judy-Joy Davies (1928–2016), australische Schwimmerin
- Julian Davies (1931–2013), britischer Jazzmusiker
- Julian Davies (Judoka) (* 1971), britischer Judoka
- Julius Davies (* 1994), australischer Fußballspieler
- Justin Davies (* 2003), britischer Mittelstreckenläufer

### K
- Karl Davies (* 1982), britischer Schauspieler
- Kay Davies (* 1951), britische Humangenetikerin
- Keith Davies  (1934–2024), englischer Fußballspieler
- Kelvin Davies, britisch-amerikanischer Biochemiker und Molekularbiologe
- Kevin Davies  (* 1977), englischer Fußballspieler
- Kimberley Davies (* 1973), australische Schauspielerin
- Kylie Davies (* 1987), walisische Fußballspielerin

### L
- Lane Davies (* 1950), amerikanischer Schauspieler
- Laura Davies (* 1963), englische Golferin
- Leigh Davies (* 1976), walisischer Rugby-Union-Spieler
- Len Davies (1899–1944), walisischer Fußballspieler
- Leslie Davies (Fußballspieler) (* 1984), walisischer Fußballspieler
- Leslie P. Davies (1914–1988), britischer Schriftsteller
- Liam Davies (* 2006), walisischer Snookerspieler
- Libby Davies (* 1953), kanadische Politikerin
- Lillian May Davies (1915–2013), schwedische Prinzessin
- Llewelyn Davies (1880–1960), walisischer Fußballspieler
- Lloyd Davies (1877–1957), walisischer Fußballspieler
- Louis Henry Davies (1845–1924), kanadischer Richter und Politiker
- Luke Davies (* 1962), australischer Romanautor, Dichter und Drehbuchautor
- Lynn Davies (* 1942), britischer Leichtathlet

### M
- Macx Davies (* 1992), kanadischer Biathlet
- Maggie Davies (* 1984), britische Skeletonpilotin
- Malcolm Davies (* 1951), britischer Altphilologe
- Mandy Rice-Davies (1944–2014), britisches Model
- Margaret Davies (1884–1963), walisische Kunstsammlerin und Mäzenin
- Margaret Davies (Zoologin) (* 1944), australische Herpetologin
- Marion Davies (1897–1961), US-amerikanische Schauspielerin
- Mark Davies (Bischof, 1959) (* 1959), britischer Geistlicher, katholischer Bischof von Shrewsbury
- Mark Davies (Bischof, 1962) (* 1962), britischer Geistlicher, anglikanischer Bischof von Middleton
- Mark Davies (Fußballspieler) (* 1988), englischer Fußballspieler
- Marn Davies, Drehbuchautor
- Martin Davies (1908–1975), britischer Kunsthistoriker, Direktor der National Gallery
- Mary Davies (Tennisspielerin), britische Tennisspielerin
- Mary Davies (Schachspielerin) (1925–2015), walisische Schachspielerin
- Mary Davies (Leichtathletin) (* 1982), neuseeländische Leichtathletin
- Matt Davies (Leichtathlet) (* 1985), australischer Leichtathlet
- Matt Davies (Rennfahrer) (* 1996), australischer Motorradrennfahrer
- Matthew Davies (Snookerspieler), englischer Snookerspieler
- Matthew Davies (Rennfahrer) (* 1976), britischer Automobilrennfahrer
- Matthew Davies (Eiskunstläufer) (* 1981), britischer Eiskunstläufer
- Matthew Davies (Fußballspieler) (* 1995), australisch-malaysischer Fußballspieler
- Mefin Davies (* 1972), walisischer Rugby-Union-Spieler
- Merton Edward Davies (1917–2001), US-amerikanischer Astronom
- Mervyn Davies (1946–2012), walisischer Rugbyspieler
- Michael Davies (* 1986), US-amerikanischer Eishockeyspieler
- Michael Treharne Davies (1936–2004), britischer Autor
- Mike Davies (1936–2015), britischer Tennisspieler und -funktionär
- Morgan Davies (Schauspieler) (* 2001), australischer Schauspieler
- Morgan Davies (Triathlet), britischer Triathlet
- Myrick Davies († 1781), US-amerikanischer Politiker

### N
- Neal Davies (* 1965), walisischer Sänger (Bass)
- Nesta Davies, britische Eiskunstläuferin
- Nigel Davies (Historiker) (1920–2004), britischer Ethnologe und Altamerikanist
- Nigel Davies  (* 1960), englischer Schachspieler und -trainer
- Nina de Garis Davies (1881–1965), britische Malerin
- Norman Davies  (* 1939), britischer Historiker
- Norman de Garis Davies (1865–1941), britischer Geistlicher, Kopist, Epigraphiker und Ägyptologe

### O
- Oliver Ford Davies (* 1939), britischer Schauspieler und Schriftsteller
- Olivia Davies-McDaniel (* 1997), US-amerikanisch-philippinische Fußballtorhüterin
- Omar Davies (* 1947), jamaikanischer Politiker (PNP)
- Owen Saunders-Davies (1901–1959), britischer Autorennfahrer

### P
- Pamela Davies (* 1962), britische Soziologin und Kriminologin
- Patricia Joan Davies (* 1956), simbabwische Feldhockeyspielerin
- Paul Davies (Physiker) (* 1946), britischer Physiker und Autor
- Paul Davies (Politiker) (* 1969), walisischer Politiker
- Paul Davies (Snookerspieler) (* 1970), walisischer Snookerspieler
- Paul Davies (Tischtennisspieler), britischer Tischtennisspieler
- Paul L. Davies (Paul Lyndon Davies; * 1944), britischer Jurist und Hochschullehrer
- Peter Davies (Rugbyspieler) (1925–2014), walisischer Rugbyspieler
- Peter Davies (Filmeditor), Filmeditor
- Peter Maxwell Davies (1934–2016), britischer Komponist
- Peter Llewelyn Davies (1897–1960), britischer Verleger
- Phil Davies (* 1963), walisischer Rugbyspieler und Rugbynationaltrainer
- Philip Davies (Architekturhistoriker) (* 1950), britischer Architekturhistoriker
- Philip Davies (Politiker) (* 1972), britischer Politiker
- Philip Davies (Soziologe) (* vor 1984), britischer Soziologe und Politikwissenschaftler
- Philip John Davies (* 1948), britischer Amerikanist
- Philip Roper Davies (1945–2018), britischer Theologe
- Philippe Davies (* 1990), kanadischer Fußballspieler
- Pixie Davies (* 2006), britische Schauspielerin und Synchronsprecherin

### Q
- Quentin Davies (1944–2025), britischer Politiker

### R
- Ray Davies  (* 1944), britischer Musiker
- Rees Davies (1938–2005), britischer Historiker
- Reg Davies (1929–2009), walisischer Fußballspieler
- Rhodri Davies (* 1971), britischer Musiker
- Rhydian Davies (* 1995), walisischer Fußballspieler
- Rhys Davies (Ingenieur) († 1838), US-amerikanischer Ingenieur
- Rhys Davies (Politiker) (1877–1954), britischer Gewerkschafter und Politiker (Labour Party)
- Rhys Davies (Schriftsteller) (1901–1978), walisischer Schriftsteller
- Rhys Davies (Richter) (* um 1952), britischer Richter
- Rhys Davies (Kanute), britischer Kanute
- Rhys Davies (Golfspieler) (* 1985), britischer Golfspieler
- Rhys Davies (Rugbyspieler) (* 1998), walisischer Rugby-Union-Spieler
- Rhys Norrington-Davies (* 1999), walisisch-saudi-arabischer Fußballspieler
- Richard Davies (Bischof) (um 1505–1581), walisischer Geistlicher und Gelehrter
- Richard Davies (Dichter) (Mynyddog; 1833–1877), walisischer Dichter
- Richard Davies (Fußballspieler, 1875) (1875–1959), englischer Fußballspieler
- Richard Davies (Doktor) (* 1959), britisch-neuseeländischer Arzt
- Richard Davies (Schauspieler) (1926–2015), britischer Schauspieler
- Richard Davies (Musiker) (* 1944), australisch-amerikanischer Musiker
- Richard Davies (Sportschütze) (* 1971), britischer Sportschütze
- Richard Davies (Fußballspieler, 1990) (* 1990), englischer Fußballspieler
- Richard Llewelyn-Davies, Baron Llewelyn-Davies (1912–1981), britischer Architekt und Stadtplaner
- Rick Davies (* 1944), britischer Musiker
- Ritchie Davies (* 1971), walisischer Dartspieler
- Rob Davies (Robert Haydn Davies; * 1948), südafrikanischer Politiker
- Robert Davies (Fußballspieler, 1861) (1861–??), walisischer Fußballspieler
- Robert Davies (Fußballspieler, 1863) (1863–??), walisischer Fußballspieler
- Robert Davies (Fußballspieler, 1869) (1869–??), walisischer Fußballspieler
- Robert Davies (Fußballspieler, 1876) (1876–??), englischer Fußballspieler
- Robert Davies (Fußballspieler, 1886) (1886–??), walisischer Fußballspieler
- Robert Davies (Schiedsrichter), walisischer Rugby-Union-Schiedsrichter
- Robert Davies (Tischtennisspieler) (Rob Davies; * 1984), britischer Tischtennisspieler
- Robertson Davies (1913–1995), kanadischer Schriftsteller und Journalist
- Robin Davies (1954–2010), britischer Schauspieler
- Rodney Davies (Segler) (* 1969), kanadischer Segler
- Rodney Davies (Rugbyspieler) (* 1989), australischer Rugbyspieler
- Roger Davies, 3. Baron Darwen (1938–2011), britischer Politiker
- Roger Davies (Fußballspieler) (* 1950), englischer Fußballspieler
- Roger Davies (Musikproduzent) (* 1952), australischer Musikproduzent und Manager
- Roger L. Davies (* 1954), Professor für Astrophysik an der University of Oxford
- Rohan Chapman-Davies (* 1991), australischer Freestyle-Skier
- Ron Davies (Fußballspieler, 1932) (1932–2007), walisischer Fußballspieler
- Ron Davies (Fußballspieler, 1942) (1942–2013), walisischer Fußballspieler
- Ron Davies (Politiker) (* 1946), britischer Politiker (Labour Party)
- Rose Davies (* 1999), australische Leichtathletin
- Roy Davies (Fußballspieler) (1924–1973), südafrikanischer Fußballspieler
- Roy Davies (Bischof) (1934–2013), britischer anglikanischer Bischof
- Rupert Davies (1916–1976), britischer Schauspieler
- Russell T Davies (* 1963), britischer Fernsehproduzent und Drehbuchautor
- Ruth Wynne-Davies (1926–2012), britische Orthopädin

### S
- Samantha Davies (* 1974), britische Segelsportlerin und Einhandseglerin
- Sarah Davies (Historikerin), britische Historikerin
- Sarah Davies (Gewichtheberin) (* 1992), britische Gewichtheberin
- Scott Davies (Pokerspieler), US-amerikanischer Pokerspieler
- Scott Davies (Fußballspieler, 1987) (* 1987), englischer Fußballtorhüter
- Scott Davies (Fußballspieler, 1988) (Scott Myles E. Davies; * 1988), englisch-irischer Fußballspieler
- Scott Davies (Radsportler) (* 1995), britischer Radrennfahrer
- Seb Davies (* 1996), walisischer Rugby-Union-Spieler
- Seren Bundy-Davies (* 1994), britische Sprinterin
- Seth Davies (* 1988 oder 1989), US-amerikanischer Pokerspieler
- Sharron Davies (* 1962), britische Schwimmerin
- Shaun Davies (* 1989), US-amerikanischer Rugby-Union-Spieler
- Simon Davies (Rallyefahrer), neuseeländischer Rallyefahrer
- Simon Davies (Fußballspieler, 1974) (* 1974), walisischer Fußballspieler und -trainer
- Simon Davies (Fußballspieler, 1979) (* 1979), walisischer Fußballspieler
- Stan Davies (1898–1972), walisischer Fußballspieler
- Stephen Davies (Autor) (* 1976), britischer Schriftsteller
- Stephen Davies (Hockeyspieler) (* 1969), australischer Hockeyspieler
- Stephen Davies (Leichtathlet) (* 1984), britischer Leichtathlet
- Stephen Davies (Schauspieler), US-amerikanischer Schauspieler
- Stephen Davies (Philosoph), Auckland, Neuseeland
- Stephen G. Davies (* 1950), britischer Chemiker
- Steve Davies (Fußballspieler, 1960) (Stephen Easmon Davies; * 1960), englischer Fußballspieler
- Steve Davies (Fußballspieler, 1987) (Steven Gary Davies; * 1987), englischer Fußballspieler
- Steven Davies (* 1986), englischer Cricketspieler
- Stuart Davies (* 1965), walisischer Rugby-Union-Spieler
- Sue Jones-Davies (* 1949), britische Schauspielerin und Sängerin
- Susanne Davies-Osterkamp (1943–1995), deutsche Psychologin und Hochschullehrerin
- Suzie Davies, britische Szenenbildnerin

### T
- Terence Davies (Ruderer) (1933–2022), australischer Ruderer
- Terence Davies (Regisseur) (1945–2023), britischer Regisseur, Drehbuchautor und Schauspieler
- Terry Davies (Rugbyspieler) (1933–2021), walisischer Rugbyspieler
- Terry Davies (Cricketspieler) (* 1960), englischer Cricketspieler
- Tessa Davies (1940–1988), britische Szenenbildnerin
- Thelma Davies (* 2000), liberianisch-US-amerikanische Sprinterin
- Theodora Llewelyn Davies (1898–1988), britische Anwältin und Aktivistin
- Thomas Davies (Maler) (um 1737–1812), kanadisch-kanadischer General und Maler
- Thomas Davies (Politiker, 1858) (1858–1939), britischer Politiker
- Thomas Davies (Politiker, 1881) (1881–1942), australischer Politiker
- Thomas D. Davies (1914–1991), US-amerikanischer Konteradmiral
- Tim Davies (Künstler, 1959) (* 1959), britischer Pop-Art-Künstler
- Tim Davies (Künstler, 1960) (* 1960), britischer Künstler und Fotograf
- Tim Davies (Komponist) (* 1972), australischer Filmkomponist, Arrangeur und Dirigent
- Tim Davies (Musiker), britischer Musiker
- Tim Davies (Reiter), britischer Springreiter
- Tom Davies (Fußballspieler, 1882) (Thomas Osborne Davies; 1882–1967), englischer Fußballspieler
- Tom Davies (Fußballspieler, 1905) (Thomas Davies; 1905–1971), walisischer Fußballspieler
- Tom Davies (Fußballspieler, 1912) (Thomas Edward Davies; 1912–1992), walisischer Fußballspieler
- Tom Davies (Spezialeffektkünstler), Spezialeffektkünstler
- Tom Davies (Fußballspieler, 1992) (Thomas Christopher Davies; * 1992), englischer Fußballspieler
- Tom Davies (Fußballspieler, 1998) (Thomas Davies; * 1998), englischer Fußballspieler
- Tom Davies (Fußballspieler, 2003) (Thomas Davies; * 2003), walisischer Fußballspieler
- Tudor Davies (1892–1958), walisischer Opernsänger (Tenor)

### V
- Valentine Davies (1905–1961), US-amerikanischer Drehbuchautor und Filmproduzent
- Valerie Davies (1912–2001), britische Schwimmerin
- Valerie Todd Davies (1920–2012), neuseeländische Zoologin

### W
- William Davies (Priester) († 1593), walisisxcher Priester und Märtyrer
- William Davies (Paläontologe) (1814–1891), britischer Paläontologe
- William Davies (Fußballspieler, † 1916) († 1916), walisischer Fußballspieler
- William Davies (Fußballspieler, † 1956) († 1956), uruguayischer Fußballspieler
- William Davies (Golfspieler), britischer Golfspieler
- William Davies (Ringer) (* 1931), australischer Ringer
- William Davies (Drehbuchautor), britischer Drehbuchautor
- William David Davies (1897–1969), walisischer Geistlicher, Lehrer und Autor
- William Henry Davies (1871–1940), britischer Lyriker
- William Rees Morgan Davies (1863–1939), britischer Politiker
- William T. Davies (1831–1912), US-amerikanischer Politiker
- William Thomas Frederick Davies (1860–1947), südafrikanischer Politiker
- Willie Davies (1900–1952), walisischer Fußballspieler
- Windsor Davies (1930–2019), englischer Schauspieler und Sänger
- Wyn Davies (* 1942), walisischer Fußballspieler